# Lech Litwora
Lech Gustaw Litwora (ur. 17 lutego 1936 w Międzybrodziu Żywieckim, zm. 1 kwietnia 2022 w Wodzisławiu Śląskim) – polski samorządowiec, inżynier rolnictwa i urzędnik, wiceprezydent (1985–1993) i prezydent (1993–1995) Wodzisławia Śląskiego, w latach 2006–2010 przewodniczący wodzisławskiej rady miejskiej.

## Życiorys
Urodził się w Międzybrodziu Żywieckim jako syn dwójki nauczycieli, w dzieciństwie mieszkał m.in. w Bielanach i Oświęcimiu. Uczył się przysposobienia rolniczego w szkole w Bziu (obecnie część Jastrzębia-Zdroju). Ukończył studia na Akademii Rolniczej w Krakowie, w latach 60. kształcił się także na kursie zarządzania w rolnictwie w Stanach Zjednoczonych. Pracował w Zespole PGR w Steblowie oraz Powiatowym Związku Kółek i Organizacji Rolniczych.
Od 1985 do 1993 zajmował stanowisko wiceprezydenta Wodzisławia Śląskiego. W 1990 i 1994 wybierany do rady miejskiej z listy KW Stowarzyszenie Wspólnota Ludzi Dobrej Woli. W maju 1993 wybrany prezydentem Wodzisławia Śląskiego, po wyborach w 1994 utrzymał funkcję. W kwietniu 1995 odwołany ze stanowiska po rozpadzie popierającej go koalicji. Następnie od 1995 do przejścia na emeryturę w 2004 kierował wodzisławskim Urzędem Stanu Cywilnego.
W 2006 ponownie znalazł się w radzie miejskiej z ramienia KW MKS Odra Wodzisław Śląski, objął funkcję jej przewodniczącego na okres VI kadencji (bez powodzenia kandydował także w 2002 i 2010). Był również wiceprezesem Towarzystwa Miłośników Ziemi Wodzisławskiej oraz członkiem sądu koleżeńskiego klubu Odra Wodzisław Śląski. Wyróżniono go Złotą Odznaką Honorową PZPN.

## Życie prywatne
W 1957 ożenił z Ireną, miał dwoje dzieci.